# Farman Highland
Das Farman Highland ist ein verhältnismäßig ebenes und vereistes Hochland an der Lassiter-Küste des Palmerlands auf der Antarktischen Halbinsel. Es liegt 750 m hoch und bildet zwischen dem Wright Inlet und dem Keller Inlet den östlichen Teil der Hutton Mountains.
Der United States Geological Survey kartierte das Hochland anhand eigener Vermessungen und Luftaufnahmen der United States Navy aus den Jahren von 1961 bis 1967. Das UK Antarctic Place-Names Committee benannte es 1991 nach dem britischen Atmosphärenphysiker Joseph Charles Farman (1930–2013), der von 1957 bis 1990 für den Falkland Islands Dependencies Survey bzw. den British Antarctic Survey tätig war und von 1958 bis 1959 die Faraday-Station auf der Galíndez-Insel leitete. Farman war zudem gemeinsam mit dem Meteorologen Jonathan D. Shanklin (* 1953) und dem Geophysiker Brian G. Gardiner (* 1945) an der Entdeckung des Ozonlochs in der Antarktis beteiligt.